# Église Notre-Dame-de-Bon-Secours de Pinols
Pour les articles homonymes, voir Notre-Dame-de-Bon-Secours.
L'église Notre-Dame-de-Bon-Secours est une église catholique située en France sur la commune de Pinols, dans la région Auvergne-Rhône-Alpes.

## Localisation
L'église est située dans le département français de la Haute-Loire, sur la commune de Pinols, dans l'ancienne région administrative d'Auvergne.

## Historique
L'église a été construite par l'architecte départemental Normand à partir de 1859.

## Description
Plusieurs tissus et ornements liturgiques y sont conservés, notamment :
- un chasuble à décor néogothique datant de la fin du XIXe siècle et du début du XXe siècle[2] ;
- un chasuble, une étole et une bourse de corporal inspirés des tissus à méandres du milieu du XVIIIe siècle[3] ;
- un chasuble et une étole datant de la seconde moitié du XIXe siècle[4] ;
- une voile de calice et un chasuble en ornement violet avec un motif abâtardi[5].